# T·E·休姆

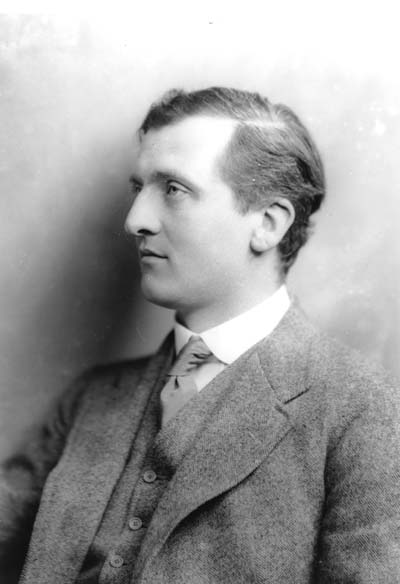
T·E·休姆

托马斯·欧内斯特·休姆（ 1883年9月16日–1917年9月28日）是一位英国评论家、诗人，他被視為意象主義之父。 第一次世界大戰時作為英軍的一員在西佛兰德省被炮彈擊中身亡。